# Inanna und Enki
Inanna und Enki ist ein sumerischer Mythos aus dem 3. Jahrtausend v. Chr. und erzählt die Geschichte der Übertragung der göttlichen Me aus der alten Hauptstadt Eridu in das neue heilige Zentrum Uruk.

## Der Textbestand
Es gibt nur eine schlechte Überlieferung des Mythos, der ursprünglich wohl auf zwei Tafeln mit jeweils ungefähr 400 Zeilen festgehalten worden war, wobei gerade in der ersten Tafel etliche Stellen fehlen.

## Inhalt

### Die Reise nach Eridu
Die Göttin Inanna ist in der Wüste und preist sich und ihre Genitalien. Dann erst erfährt man von ihrem eigentlichen Ziel, nämlich zu Enki in dessen Aufenthaltsort, den Abzu zu gehen, um Enki zu überlisten. Enki in seinem allumfassenden Wissen bereitet sich auf ihre Ankunft vor, indem er seinen Majordomus Isimud beauftragt, sie mit Butterkuchen, frischem Wasser und Bier als Gleichberechtigte Willkommen zu heißen. Als Inanna ankommt, trinkt Enki mit ihr Bier und Wein und sie beginnen ein Wetttrinken. Der angetrunkene Enki verspricht Inanna, ihr die Me zu geben, dabei werden alle einzeln aufgezählt: Heldenhaftigkeit, Macht, Betrug, aufrührerische Länder, die Schreinerkunst und die des Kupferschmieds – es sind an die hundert, die er ihr verspricht.

### Die Rückreise nach Uruk
Am nächsten Morgen ist Enki wieder nüchtern und kann sich nicht recht erinnern, was in der Nacht geschehen ist. Inanna hat jedenfalls alle Me in ihr Himmelsboot geladen und ist damit bereits abgereist. Enki vermisst seine Me und fragt Isimud nach deren Verbleib, eine erneute Gelegenheit zu deren Aufzählung. Die Antwort ist jeweils, dass Enki selber sie seiner Tochter Inanna gegeben habe. Enki schickt Isimud ihr sechsmal hinterher, um das Boot und seine Ladung zurückzubekommen; Inanna selber könne weiterreisen. Diese erkennt den Wunsch aber jeweils nicht an, worauf Isimud das Schiff mit der von Enki entsandten übernatürlichen Hilfe festhält und übernimmt. (Dazu gehören die ansonsten nicht näher bekannten männlichen Enkum und weiblichen Ninkum; die fünfzig Riesen von Eridug; die fünfzig Lahama der Süßwasser-Tiefsee; große Fische; die ebenfalls unklare „Wache von Unug“; Wesen aus dem Surungal-Kanal, dem letzten Abschnitt von Inannas Reise.) Aber jedes Mal gelingt es Inanna mit Hilfe ihrer Begleiterin Ninschubur, die Übernahme rückgängig zu machen und weiter zu reisen.

### Ankunft in Uruk
Am Ende erreichen Inanna und Ninschubur Uruk, wo sie von der Stadtbevölkerung mit Jubel empfangen werden. Stolz wird aufgezählt, welche Gaben in Form der Me Inanna mitgebracht (die vierte und am vollständigsten erhaltene Aufzählung in der Erzählung). Auch wenn der Schluss nicht gut erhalten ist, scheint Enki die Übergabe akzeptiert zu haben, eventuell hat ein anderer Gott, vielleicht Enlil, schlichtend eingegriffen.

## Kulturgeschichtliche Deutung

### Symbolik
Das Bier stellt das Kultgetränk der Göttin Inanna dar. Daher ist sie auch wesentlich trinkfester als Enki, der die Wirkung des Bieres unterschätzt. Inannas Sinnlichkeit kommt als weiteres stilistisches Verführungsmittel hinzu, sodass Enki, als älterer Herr, ihren Verführungskünsten unterlegen ist. Enki, nach anfänglicher Niederlage, steigt später weiter zum schützenden Verwandten von Inanna auf.

### Historische Deutung
Die Erzählung kann als Übertragungsmythos betrachtet werden, der den Übergang der kulturellen Vorherrschaft von der Stadt Eridu (Enki zugeordnet) auf die Stadt Uruk (Inanna zugeordnet) erklärt. Damit verbunden wurde Uruk, neben dem sakralen Zentrum nun auch realpolitisches Zentrum der sumerischen Stadtstaaten. Die neue Machtstellung Uruks erfolgte nicht kampflos, wie auch die Berichte der sumerischen Königsliste zeigen. In den anfänglichen Kämpfen der alten Städte Uruk und Eridu zeigt sich auch die Bedeutung der Me, die als göttliches Einverständnis für das heilige Zentrum von Sumer galt und deshalb als Aufbewahrungsort umkämpft war. Am Ende der Kämpfe, die um die Vormachtstellung ausgetragen wurden, gewann das aufstrebende Uruk die Oberhand. Eridu, nun nur noch der Sitz von Enki, schloss aus strategischen Gründen einen Bund mit Uruk.